# Lijst van voetbalinterlands San Marino - Tsjechië
Deze lijst van voetbalinterlands is een overzicht van alle officiële voetbalwedstrijden tussen de nationale teams van San Marino en Tsjechië. De landen speelden tot op heden zes keer tegen elkaar. De eerste ontmoeting, een kwalificatiewedstrijd voor het Europees kampioenschap voetbal 2008, werd gespeeld in Liberec op 7 oktober 2006. Het laatste duel, een kwalificatiewedstrijd voor het Wereldkampioenschap voetbal 2018, vond plaats op 8 oktober 2017 in Pilsen.

## Wedstrijden
| № | Plaats           | Datum            | Competitie           | Wedstrijd             | Uitslag |
| - | ---------------- | ---------------- | -------------------- | --------------------- | ------- |
| 1 | Liberec          | 7 oktober 2006   | EK 2008 kwalificatie | Tsjechië – San Marino | 7 – 0   |
| 2 | Serravalle       | 8 september 2007 | EK 2008 kwalificatie | San Marino – Tsjechië | 0 – 3   |
| 3 | Serravalle       | 19 november 2008 | WK 2010 kwalificatie | San Marino – Tsjechië | 0 – 3   |
| 4 | Uherské Hradiště | 9 september 2009 | WK 2010 kwalificatie | Tsjechië – San Marino | 7 – 0   |
| 5 | Serravalle       | 26 maart 2017    | WK 2018 kwalificatie | San Marino – Tsjechië | 0 – 6   |
| 6 | Pilsen           | 8 oktober 2017   | WK 2018 kwalificatie | Tsjechië − San Marino | 5 − 0   |

## Samenvatting
| Competitie      | Totaal gespeeld | Winst San Marino | Gelijk | Winst Tsjechië | Doelsaldo San Marino – Tsjechië |
| --------------- | --------------- | ---------------- | ------ | -------------- | ------------------------------- |
| WK-kwalificatie | 4               | 0                | 0      | 4              | 0 − 21                          |
| EK-kwalificatie | 2               | 0                | 0      | 2              | 0 − 10                          |
| Totaal          | 6               | 0                | 0      | 6              | 0 − 31                          |

## Details

### Eerste ontmoeting
| Tsjechië | 7 – 0 | San Marino |
| Marek Kulič 15' Jan Polák 22' Milan Baroš 27' Jan Koller 43' David Jarolím 49' Jan Koller 52' Milan Baroš 68' | goals |            |

### Tweede ontmoeting
| San Marino | 0 – 3 | Tsjechië                                               |
|            | goals | 33' Tomáš Rosický 75' Marek Jankulovski 90' Jan Koller |

### Derde ontmoeting
| San Marino | 0 – 3 | Tsjechië                                              |
|            | goals | 47' Radoslav Kováč 53' Zdeněk Pospěch 83' Tomáš Necid |

### Vierde ontmoeting
| Tsjechië | 7 – 0 | San Marino |
| Milan Baroš 28' Milan Baroš 44' Milan Baroš 45+3' Václav Svěrkoš 47' Milan Baroš 66' Tomáš Necid 86' Václav Svěrkoš 90+5' | goals |            |

FSGC · A-internationals · Bondscoaches · Statistieken · San Marino U21 · San Marino U19 · San Marino U18 · San Marino U17 · San Marino U16
1986 – 1989 · 1990 – 1999 · 2000 – 2009 · 2010 – 2019 · 2020 – 2029
2000 · 2001 · 2002 · 2003 · 2004 · 2005 · 2006
Albanië · 
Andorra ·
Azerbeidzjan ·
België · 
Bosnië en Herzegovina · 
Bulgarije ·
Canada ·
Cyprus ·
Denemarken ·
Duitsland · 
Engeland · 
Estland · 
Faeröer · 
Finland · 
Gibraltar · 
Griekenland · 
Hongarije · 
Ierland · 
IJsland ·
Israël · 
Italië · 
Kaapverdië ·
Kazachstan ·
Kosovo ·
Kroatië · 
Letland · 
Libanon · 
Liechtenstein · 
Litouwen · 
Luxemburg ·
Malta ·
Moldavië ·
Montenegro ·
Nederland · 
Noord-Ierland · 
Noorwegen ·
Oekraïne ·
Oostenrijk · 
Polen · 
Roemenië · 
Rusland · 
Saint Kitts en Nevis ·
Saint Lucia ·
Schotland · 
Servië en Montenegro · 
Seychellen ·
Slovenië · 
Slowakije · 
Spanje · 
Syrië ·
Tsjechië · 
Turkije · 
Wales · 
Wit-Rusland · 
Zweden · 
Zwitserland
Nederland (2011)
FAČR · A-internationals · Bondscoaches · Selecties · Statistieken · Tsjechisch vrouwenelftal · Olympisch elftal · Tsjechië U21 · Tsjechië U20 · Tsjechië U19 · Tsjechië U18 · Tsjechië U17 · Tsjechië U16
EK 1996 · 
EK 2000 · 
EK 2004 · 
EK 2008 · 
EK 2012 · 
EK 2016 · 
EK 2020
WK 1998 · 
WK 2002 · 
WK 2006 · 
WK 2010 · 
WK 2014 · 
WK 2018 · 
WK 2022
OS 2000
1906 · 1907 · 1908 · 1909 – 1938 · 1939 · 1940 – 1993 · 1994 · 1995 · 1996 · 1997 · 1998 · 1999 · 2000 · 2001 · 2002 · 2003 · 2004 · 2005 · 2006 · 2007 · 2008 · 2009 · 2010 · 2011 · 2012 · 2013 · 2014 · 2015 · 2016 · 2017 · 2018 · 2019 · 2020 · 2021 · 2022 · 2023 · 2024 · 2025
Albanië ·
Andorra ·
Armenië ·
Australië ·
Azerbeidzjan ·
België ·
Bosnië en Herzegovina ·
Brazilië ·
Bulgarije ·
Canada ·
China ·
Costa Rica ·
Cyprus ·
Denemarken ·
Duitsland ·
Engeland ·
Estland ·
Faeröer ·
Finland ·
Frankrijk ·
Georgië ·
Ghana ·
Gibraltar ·
Griekenland ·
Hongarije ·
Ierland ·
IJsland ·
Israël ·
Italië ·
Japan ·
Joegoslavië ·
Kazachstan ·
Koeweit ·
Kosovo ·
Kroatië ·
Letland ·
Libanon ·
Liechtenstein ·
Litouwen ·
Luxemburg ·
Malta ·
Marokko ·
Mexico ·
Moldavië ·
Montenegro ·
Nederland ·
Nigeria ·
Noord-Ierland ·
Noord-Macedonië ·
Noorwegen ·
Oekraïne ·
Oostenrijk ·
Paraguay ·
Peru ·
Polen ·
Portugal ·
Qatar ·
Roemenië ·
Rusland ·
San Marino ·
Saoedi-Arabië ·
Schotland ·
Servië ·
Slovenië ·
Slowakije ·
Spanje ·
Trinidad en Tobago ·
Turkije ·
Uruguay ·
Verenigde Arabische Emiraten ·
Verenigde Staten ·
Wales ·
Wit-Rusland ·
Zuid-Afrika ·
Zuid-Korea ·
Zweden ·
Zwitserland
Denemarken (2021) · 
Duitsland (1996, 2) · 
Engeland (2021) · 
Ghana (2006) · 
Griekenland (2012) · 
Italië (2006) · 
Kroatië (2016) · 
Kroatië (2021) · 
Nederland (2021) · 
Polen (2012) · 
Portugal (2008) · 
Portugal (2012) · 
Rusland (2012) · 
Schotland (2021) · 
Spanje (2016) · 
Turkije (2008) · 
Verenigde Staten (2006) ·
Zwitserland (2008)